# Rune (シンガーソングライター)
Rune（ルネ）は、日本の女性歌手。北海道札幌市中央区出身のシンガーソングライター。作曲・作詞・編曲・劇伴作家。2月14日生。

## 概要
札幌・狸小路出身のシンガーソングライター。作曲・作詞・編曲・劇伴作家。O型。A.I.(人工知能)が大好きな女性歌手。
北海道日本ハムファイターズや、北海道コンサドーレ札幌の応援CMソングを担当し、鍵谷陽平投手登場曲「Key Man」の作詞作曲、アインズ&トルペのTVCM音楽や、実家のある狸小路商店街のCM音楽も担当、AKB48の「前しか向かねえ」芝居部分の音楽(劇伴)も担当。他にも82.5FM NorthWaveを中心にラジオDJとしても活動中。YouTubeではオリジナルソングのPVや様々な曲のカバー動画等を投稿し活動している。　

## ライブ活動
- 2017年12月17日 東京 アンコール渋谷「Rune Live in SHIBUYA」ワンマンライブ[3]
- 2018年2月10日 北海道 第69回 さっぽろ雪まつり つどーむ会場 屋内特設ステージLive[4]
- 2018年3月2日 東京 青山RiZM「ヒカリノパズル vol.4」出演[5]
- 2018年4月22日 北海道 musica hall cafe「Rune Spring Live in SAPPORO」[6]
- 2018年5月12日 東京 三井アウトレットパーク多摩南大沢 フリーライブ[7]
- 2018年7月8日 北海道 札幌ドーム「北ガスグループ6時間リレーマラソン in 札幌ドーム2018」出演[8]
- 2018年7月20日 東京 青山RiZM「GO FOR IT!」出演[9]
- 2018年12月9日 北海道 札幌BFHホール「HIDE & SEEK」ワンマンライブ[10]
- 2019年2月10日(日)北海道 第70回 さっぽろ雪まつり 大通西7丁目ＨＢＣ特設ステージ LIVE[11]
- 2019年6月23日(日) 北海道「Key Man -百折不撓- レコ発リクエストLIVE」[12]
- 2019年7月6日(土) 北海道「北ガスグループ6時間リレーマラソン in 札幌ドーム」LIVE[12]
- 2019年8月27日(火) 北海道 Rune初ディナーショー[12]
- 2019年8月31日(土) 北海道「HBCとれたてマルシェ」ステージ出演[12]
- 2019年9月15日(日) 東京「Runeワンマンライブ〜百「万」折不撓〜」[12]

## 作家活動
- AKB48 35thシングル「前しか向かねえ」Music Video内に収録されているドラマ部分の音楽を担当。
- 朗読劇「御伽の赤ずきん」(2016〜) 音楽担当
- 朗読劇「赤ずきんと青い鳥」(2017〜) 音楽担当[13]
- plageとしてインストゥルメンタル「心の不安を和らげる～奇跡の周波数396Hz〜」(2018) 編曲・作曲[14]
- 朗読劇「赤ずきんと雪の花」(2019〜) 音楽担当[13]

## YouTube Live
- 2018年7月14日 登録者1万人ありがとうLIVE[15]
- 2018年8月31日 Rune YouTube LIVE 2018.8[16]

## ラジオ番組
FM NORTH WAVE
- RuneのボンジョRuneボンジョRune(土曜日 9:30 - 10:00)[17]